# Ross Jenkins
Ross Aden Jenkins (Watford, 9 novembre 1990) è un allenatore di calcio ed ex calciatore inglese, di ruolo centrocampista, tecnico dell'Oxford City.

## Carriera

### Club

#### Watford
Jenkins ha cominciato la carriera con la maglia del Watford, all'epoca militante in Championship. Ha esordito in prima squadra il 12 agosto 2008, schierato titolare in occasione del successo casalingo per 1-0 contro il Bristol Rovers, sfida valida per l'edizione stagionale della Football League Cup. Il 15 novembre successivo ha giocato la prima partita in campionato, impiegato da titolare nella sconfitta per 2-1 maturata sul campo del Barnsley. Il 6 dicembre 2008 ha trovato il primo gol, nella sconfitta per 3-2 in casa del Birmingham City.

#### Plymouth e Barnet
Dopo quattro stagioni in forza al Watford, Jenkins è stato ceduto al Plymouth – in Football League Two – con la formula del prestito in data 21 settembre 2012, fino al successivo 27 ottobre. Il 22 settembre ha giocato così la prima partita in squadra, trovando anche una rete in occasione del successo per 2-3 sul campo del Morecambe.
Tornato al Watford per fine prestito, vi è rimasto fino al 7 marzo 2013, quando è stato ceduto con la medesima formula al Barnet, sempre in League Two. Ha debuttato in squadra il 9 marzo, schierato titolare ancora contro il Morecambe, contribuendo alla vittoria per 4-1 del suo Barnet. Il 16 marzo successivo ha trovato l'unica rete, nella sconfitta per 3-2 contro l'Accrington Stanley. L'8 aprile 2013 ha fatto ritorno al Watford per fine prestito. Rimasto al Watford per la stagione 2013-2014, non ha giocato alcuna partita e si è svincolato al termine dell'annata.

#### Crawley Town
Libero da vincoli contrattuali, Jenkins ha sostenuto provini con Chicago Fire, Wigan e Gillingham. Il 15 settembre 2015 ha firmato allora per il Crawley Town, legandosi fino al successivo mese di gennaio e sceglieno di vestire la maglia numero 22. Il 22 settembre ha così esordito per la nuova squadra, tornando a calcare i campi della League Two nella sconfitta per 4-1 arrivata in casa del Notts County. Il 15 gennaio 2016, Jenkins ha prolungato il contratto con il Crawley Town fino al termine della stagione. Il 19 febbraio successivo ha però rescisso l'accordo che lo legava al club.

#### ACS Poli Timișoara
Il 24 febbraio 2016, Jenkins è stato presentato come nuovo calciatore dell'ACS Poli Timișoara, compagine rumena militante in Liga I. Il 26 febbraio ha debuttato nella massima divisione locale, quando ha sostituito Javi Hernández nella vittoria per 1-0 sul Petrolul Ploiești. Sempre contro il Petrolul Ploiești in data 16 maggio ha trovato la prima rete, partita persa col punteggio di 3-2. Si è svincolato al termine della stagione.

#### Pirin Blagoevgrad
A febbraio 2017, Jenkins si è accordato con i bulgari del Pirin Blagoevgrad. Il primo match in squadra lo ha disputato il 5 marzo, schierato titolare nella sconfitta per 3-0 contro il Ludogorec. Ha disputato 11 partite nella massima divisione bulgara, in questa porzione di stagione.

#### Viking
Il 2 agosto 2017, i norvegesi del Viking hanno reso noto l'ingaggio di Jenkins, che si è legato al nuovo club con un contratto valido fino al termine della stagione in corso. Ha esordito in Eliteserien in data 6 agosto, subentrando ad Usman Sale nel pareggio casalingo per 2-2 contro il Lillestrøm. Alla fine dell'annata, il Viking è retrocesso in 1. divisjon.

#### Hamilton Academical
Libero da vincoli contrattuali, in data 12 febbraio 2018 si è accordato con l'Hamilton Academical, compagine scozzese a cui si è legato fino al 30 giugno 2019.

### Nazionale
Nel 2009 ha giocato una partita nella nazionale inglese Under-20.

## Statistiche

### Presenze e reti nei club
Statistiche aggiornate al 13 settembre 2020.
| Stagione            | Club               | Campionato     | Campionato | Campionato | Coppe nazionali | Coppe nazionali | Coppe nazionali | Coppe continentali | Coppe continentali | Coppe continentali | Supercoppe | Supercoppe | Supercoppe | Totale | Totale |
| Stagione            | Club               | Comp           | Pres       | Reti       | Comp            | Pres            | Reti            | Comp               | Pres               | Reti               | Comp       | Pres       | Reti       | Pres   | Reti   |
| ------------------- | ------------------ | -------------- | ---------- | ---------- | --------------- | --------------- | --------------- | ------------------ | ------------------ | ------------------ | ---------- | ---------- | ---------- | ------ | ------ |
| 2008-2009           | Watford            | FLC            | 29         | 1          | FACup+CdL       | 3+5             | 0               | -                  | -                  | -                  | -          | -          | -          | 37     | 1      |
| 2009-2010           | Watford            | FLC            | 24         | 0          | FACup+CdL       | 1+1             | 0               | -                  | -                  | -                  | -          | -          | -          | 26     | 0      |
| 2010-2011           | Watford            | FLC            | 19         | 1          | FACup+CdL       | 1+2             | 0               | -                  | -                  | -                  | -          | -          | -          | 22     | 1      |
| 2011-2012           | Watford            | FLC            | 9          | 0          | FACup+CdL       | 0               | 0               | -                  | -                  | -                  | -          | -          | -          | 9      | 0      |
| set.-ott. 2012      | Plymouth           | FL2            | 2          | 1          | FACup+CdL       | 0               | 0               | -                  | -                  | -                  | -          | -          | -          | 2      | 1      |
| mar.-apr. 2013      | Barnet             | FL2            | 5          | 1          | FACup+CdL       | -               | -               | -                  | -                  | -                  | -          | -          | -          | 5      | 1      |
| 2013-2014           | Watford            | FLC            | 0          | 0          | FACup+CdL       | 0               | 0               | -                  | -                  | -                  | -          | -          | -          | 0      | 0      |
| Totale Watford      | Totale Watford     | Totale Watford | 81         | 2          |                 | 5+8             | 0               |                    | -                  | -                  |            | -          | -          | 94     | 2      |
| set. 2015-feb. 2016 | Crawley Town       | FL2            | 14         | 0          | FACup+CdL       | 0               | 0               | -                  | -                  | -                  | -          | -          | -          | 14     | 0      |
| feb.-giu. 2016      | ACS Poli Timișoara | L1             | 9          | 1          | CR              | -               | -               | -                  | -                  | -                  | -          | -          | -          | 9      | 1      |
| feb.-giu. 2017      | Pirin Blagoevgrad  | A-PFG          | 11         | 0          | CB              | 1               | 0               | -                  | -                  | -                  | -          | -          | -          | 12     | 0      |
| ago.-dic. 2017      | Viking             | ES             | 12         | 0          | CN              | -               | -               | -                  | -                  | -                  | -          | -          | -          | 12     | 0      |
| feb.-giu. 2018      | Hamilton Acad.     | PL             | 11         | 0          | CS+CdL          | -               | -               | -                  | -                  | -                  | -          | -          | -          | 11     | 0      |
| Totale              | Totale             | Totale         | 145        | 5          |                 | 14              | 0               |                    | -                  | -                  |            | -          | -          | 159    | 5      |